# Oliverio García Rodas
Oliverio García Rodas (Ciudad de Guatemala, 13 de mayo de 1947) es un abogado y político guatemalteco que fue diputado del Congreso de Guatemala en varios períodos de 1986 a 1994 y de 2004 a 2020. En el año 2020 fue Ministro de Gobernación durante el primer año del gobierno de Alejandro Giammattei.
También fue miembro de la junta directiva del Congreso cuando fue electo como vicepresidente primero entre el 14 de enero de 2006 a la misma fecha de 2008.
En 2015 fue propuesto por Otto Pérez Molina en la terna presentada al Congreso para elegir al vicepresidente de Guatemala en sustitución de Roxana Baldetti pero renunció a su postulación.
En 2016 se perfilaba como Presidente del Congreso de Guatemala pero renunció a la candidatura a pesar de tener el apoyo mayoritario del pleno.

## Biografía
Oliverio García nació en la capital de Guatemala, pero su infancia y adolescencia la vivió en Cobán en el departamento de Alta Verapaz, realizó sus estudios de primaria en la Escuela Nacional Salvador de Oliva y el Colegio Privado Padre de Las Casas y los estudios de secundaria en el Instituto Normal Mixto del Norte todos ubicados en el municipio de Cobán, en el nivel medio se graduó de Maestro de educación primaria.
Posteriormente ingresó a la Universidad de San Carlos y la Universidad Rafael Landívar donde se graduó de Abogado y Notario y Licenciado en Ciencias Jurídicas y Sociales con la tesis titulada: «La Jurisdicción voluntaria al campo del Derecho Notarial».

### Cursos internacionales
Como parte de la cooperación internacional en Guatemala realizó cursos de estudios en algunos países:
- Curso Superior de Guerra Política en la República de China.
- Curso de Seguridad Ciudadana en Londres, Reino Unido.
- Curso de Seguridad y Reforma de Organismos de Seguridad en Oklahoma, Estados Unidos.
- Curso Especializado de Impuesto Territorial en el Lincoln Institute en Boston, Estados Unidos.

### Carrera temprana
Su etapa profesional comenzó en 1970 cuando se desempeñó como auxiliar en el departamento legal del desaparecido Instituto Nacional de Transformación Agraria -INTA-, al año siguiente ascendió a subinspector general del mismo. Ese mismo año, en 1971, comenzó a trabajar en el Organismo Judicial como Oficial Notificador en el Tribunal de lo Contencioso Administrativo y en 1972 en el Juzgado Séptimo de Primera Instancia del Ramo Civil y después en el Juzgado Sexto de Primera Instancia Civil. Entre los años de 1973 a 1977 fue ascendido a Secretario del Juzgado Séptimo. En 1977 comenzó a laborar en la Universidad de San Carlos de Guatemala como catedrático de Derecho Procesal Civil y los siguientes años fue Profesor Extraordinario y asesor del Bufete Popular de la USAC (1978-1985) del que fue director de la sede ubicada en Cobán. Además fue asesor jurídico de la Sociedad de Beneficencia de Cobán entre 1978 a 1987 y de empresas agrícolas, comerciales e industriales del mismo lugar entre 1984 y 1985.

## Carrera política
Cuando tenía 37 años en 1984 fue electo por el Partido Revolucionario como Diputado de la Asamblea Nacional Constituyente que redactó la actual Constitución de Guatemala en representación del departamento de Alta Verapaz y fue uno de los integrantes de la Comisión de Proyecto de Constitución, más conocida como la comisión de los «Comisión de los 30» de la cual fue su secretario. También fue miembro de la Comisión de los Nueve que realizó la ponencia del proyecto de constitución al pleno de la Asamblea Constituyente y fue ponente del capítulo de Derechos Individuales y Sociales que se encuentra en la constitución.
En 1985 ya promulgada la constitución participó en las elecciones generales de ese año como candidato a diputado por el listado nacional ya integrado al partido Unión del Centro Nacional y fue reelecto en las elecciones de 1990 para otro período de 5 años, sin embargo luego del Autogolpe de Estado en 1993 el Congreso fue depurado y no se postuló a la reelección en las elecciones de 1994. 
Durante su primera época como diputado integró varias comisiones del congreso siendo estas:
- Legislación y Puntos Constitucionales entre 1986 a 1989
- Gobernación de 1987 a 1988 y en 1993
- Turismo entre 1992 y 1993
- Finanzas y
- Defensa
- Derechos Humanos del cual fue vicepresidente entre 1986 a 1989 y presidente entre1990 a 1994.

Además en el marco de los Acuerdos de Paz fue representante de los partidos políticos ante la Comisión Nacional de Reconciliación (1990-1991) que se encargó de las negociaciones de Paz entre el gobierno y la URNG; y miembro de asociaciones parlamentarias de Guatemala-China, la cual presidió entre 1990 a 1994; Guatemala-Corea y Guatemala-Japón entre 1989 y 1994.

### Años posteriores
Después de salir del congreso en septiembre de 1994 se desempeñó como asesor y consultor en diferentes entidades públicas de Guatemala: en el Ministerio de Gobernación fue asesor en Derechos Humanos en 1994 y luego lo fue del Procurador de los Derechos Humanos entre 1996 y 1997 como parte de un programa de apoyo del gobierno de los Países Bajos, en 1998 fue consultor de UNICEF y entre 1999 a 2000 lo fue en el Ministerio Público para programas de apoyo a las fiscalías contra el crimen organizado y anticorrupción, entre 2000 y 2001 fue consultor de la Fundación Ramiro de León Carpio para la propuesta de Código Penal y posteriormente fue consultor en la Embajada de Estados Unidos en Guatemala.

### Segunda etapa como diputado
En 2002 se integró al partido en formación Partido Solidaridad Nacional del cual fue presidente del Consejo Político entre 2003 a 2005 y que posteriormente conformó a la coalición Gran Alianza Nacional junto a otros dos partidos. García Rodas fue electo como diputado por el listado nacional en las elecciones de 2003 bajo dicha coalición electoral y fue elegido como vicepresidente del congreso para el período 2006-2007 y 2007-2008 inmediatamente junto a otros diputados conformaron la bancada PSN del cual fue jefe de bloque entre 2004 y 2005. En 2007 se integró al Partido Patriota del cual formó parte hasta 2016 y por el que fue reelegido en 2007, 2011 y 2015. Durante este período formó parte en varias ocasiones de la Comisión de Legislación y Puntos Constitucionales, coordinó la mesa de Seguridad y Justicia del Organismo Legislativo, fue delegado del Congreso ante el SICA, PNUD y OEA sobre seguridad en 2010.

#### Aspirante a la vicepresidencia
El 12 de mayo de 2015 fue propuesto por Otto Pérez Molina en la terna que presentó al Congreso de Guatemala para designar al sustituto de Roxana Baldetti como vicepresidente del país. En un inicio Carlos Contreras junto a Adela de Torrebiarte y Adrián Zapata habían sido propuestos pero Contreras tenía impedimento porque había sido ministro de trabajo en los 6 meses anteriores, ante esto fue propuesto Oliverio García junto a los otros dos sin embargo este renunció a la candidatura por medio de una carta enviada al Luis Rabbé entonces presidente del congreso; y en su lugar se propuso al entonces magistrado de la Corte de Constitucionalidad, Alejandro Maldonado Aguirre quien finalmente fue elegido.
En junio de 2015 solicitó un mes de licencia con goce de salario para ausentarse de sus funciones legislativas por problemas personales.

#### Candidatura a la junta directiva
A finales de 2016 se conoció que encabezaba una planilla para dirigir el Congreso de Guatemala en el período 2017-2018 en el que se sustituiría a Mario Taracena y quién buscaba la reelección, García Rodas contaba con el apoyo del entonces partido oficial FCN-Nación y bloques como Movimiento Reformador (Al que él formaba parte), Alianza Ciudadana, UCN y Todos sin embargo, renunció a la postulación el 2 de noviembre de ese año.
Durante los años 2016 a 2017 fue promotor de las reformas constitucionales al sector justicia en Guatemala.
El 14 de enero de 2020 finalizó su cuarto período consecutivo como diputado del Congreso de Guatemala.

## Ministro de Gobernación
El 4 de junio de 2020 fue nombrado por Alejandro Giammattei como Ministro de Gobernación en sustitución de Edgar Godoy quien renunció por quebrantos de salud y que había ingresado al intensivo por segunda vez. Durante su administración, que ejerció durante la Pandemia de Covid-19 en Guatemala, se conoció que buscaba proponer la creación de un Ministerio de Seguridad para separar los temas administrativos de la seguridad ciudadana calificando como «grande».
A inicios de noviembre surgió una polémica cuando firmó el acuerdo ministerial 231-2020 en el cual autorizaba para que la organización Planned Parenthood Global se estableciera en Guatemala, esto provocó el rechazo varios sectores del país incluido el propio presidente Alejandro Giammattei y el vicepresidente Guillermo Castillo. García Rodas presentó su renuncia el 2 de noviembre ante lo que calificó como «error».